# پوکروفکا (شهرستان بایماکسکی، باشقیرستان)
پوکروفکا (به لاتین: Pokrovka) یک منطقهٔ مسکونی در روسیه است که در باشقیرستان واقع شده‌است.